# Maxime Vuillaume
Maxime Vuillaume (Saclas, 19 novembre 1844 – Neuilly-sur-Seine, 25 novembre 1925) è stato un ingegnere e giornalista francese, tra i protagonisti della Comune di Parigi.

## Biografia
Figlio di Claude Vuillaume e di Augustine Grégoire, Maxime Vuillaume si laureò in ingegneria mineraria nell'École des mines di Parigi. Oppositore del regime napoleonico, fondò nel 1870 il giornale La Misère e durante l'assedio di Parigi militò nella Guardia nazionale.
Vuillaume prese parte alle fallite insurrezioni contro il governo di difesa nazionale del 31 ottobre 1870 e del 22 gennaio 1871. Il 6 marzo 1871 fondò con Eugène Vermersch e Alphonse Humbert il quotidiano Le Père Duchêne, che nel titolo riprendeva il nome del famoso giornale di Hébert. Fu uno dei giornali più letti nel periodo della Comune.
Arrestato dalle truppe di Versailles il 25 maggio, dopo un processo sommario fu condannato a morte ma riuscì a evadere dal carcere e a raggiungere la Svizzera, mentre un nuovo processo istruito in Francia lo condannava nuovamente a morte. Ottenne un impiego nella Compagnia per il traforo del San Gottardo e visse ad Altdorf, scrivendo anche testi di divulgazione scientifica. Nel 1878 fu mandato a Varallo Pombia a dirigere una fabbrica di esplosivi necessari per i lavori del traforo, e poi a San Pier d'Arena.
Amnistiato nel 1879, tornò in Francia, lavorò per la società Nobel - nel 1882 andò anche in Russia per occuparsi dei lavori nel bacino carbonifero del Donec - e continuò a interessarsi di politica collaborando ai giornali repubblicani L'Aurore, La Justice, Le Radical. Fu anche sindaco dell'Associazione dei giornalisti repubblicani. Finì la sua lunga vita in povertà, morendo in un ospizio di Neuilly-sur-Seine, il 25 novembre 1925.
La sua opera maggiore è la raccolta dei ricordi del periodo della Comune, Mes cahiers rouges, pubblicati dal 1908 al 1914 e scritti in uno stile vivace e arguto, che fanno di Vuillaume «il miglior memorialista della seconda metà del XIX secolo».

## Scritti
- Les galeries souterraines, Paris, Hachette, 1876
- La poudre à canon et nouveaux corps explosifs, Paris, Hachette, 1878
- Les nouvelles routes du Globe, Paris, G. Masson, 1882
- Le bronze, Paris, Hachette, 1890
- L'Horloge et les Cloches de La Bastille, Tours, Deslis, 1896
- Un peu de vérité sur la mort des otages. L'Archevêque, L'Homme du Mexique, la Rue Haxo, Paris, L'Emancipatrice, 1906
- Deux drames, Paris, Emile-Paul, 1912
- Mes cahiers rouges au temps de La Commune, 10 voll., Paris, Cahiers de la Quinzaine, 1908-1914; edizione integrale in un volume, Paris, La Découverte, 2011